# Against All Odds – Historiske kvinder og nye algoritmer
Against All Odds – Historiske kvinder og nye algoritmer er en kunstudstilling på Statens Museum for Kunst (SMK) med åbning den 31. august 2024.
Den formidler 24 kvindelige kunstnere fra slutningen at 1800-tallets og begyndelsen af 1900-tallet og lader kunstig intelligens have en markant rolle i formidlingen.
Blandt de udstillede 1800-talskunstnere er de velkendte kunstnere Anna Ancher, Anne Marie Carl-Nielsen, Elisabeth Jerichau Baumann og Bertha Wegmann, men derudover også for eksempel Anna Boberg, Anna Petersen og Asta Nørregaard.
Udover dem er der også kunst fra den panamaske digitale kunstner Ix Shells.
Udstillingens malerier består for størstedelens vedkommende af værker fra Statens Museum for Kunst.
Andre værker kommer fra blandt andet Nationalmuseum (Stockholm), Hotel Dorsia, Bonniers kunstsamling, Skagens Kunstmuseer, Kungliga Akademien för de fria konsterna og Museum Odense.
I udstillingen indgik en chatbot, der benyttede tekster relateret til Anne Marie Carl-Nielsen.
Et udstillingskatalog bliver udgivet i forbindelse med udstillingen.
Parallelt med SMK's udstilling havde Den Hirschsprungske Samling særudstillingen Kvindernes moderne gennembrud. Dansk kunst 1880-1910 i perioden fra den 28. august 2024 til den 12. januar 2025.
En anmelder fra Kulturinformation mente at "Det lykkes fornemt for SMK at kaste nyt lys over udstillingens 24 kunstnere" og gav udstillingen 6 ud af 6 stjerner.
Med 5 hjerte fandt Politikens Mathias Kryger at billederne var fantatistisk.

## Udvalg af udstillede værker

### Selvportrætter
- Julia Beck. Sort-hvid gengivelse fra bog
- Eva Bonnier, 1886. 
Foto:  Eva Bonniers donationsnämnd
- Mina Carlson-Bredberg, 1889
- Amanda Sidvall

### Portrætter af kunstnerens familie
- Anna Ancher, Kunstnerens mor Ane Hedvig Brøndum i den røde stue, 1909 
Foto:  Statens Museum for Kunst
- Bertha Wegmann, Anna Seekamp. Kunstnerens søster, 1882 
Foto:  Statens Museum for Kunst

### Kunstnerportrætter
- Anna Ancher, Portræt af den norske maler Kitty Kielland, 1889. 
Foto:  Skagens Kunstmuseer
- Henriette Hahn-Brinckmann, Aftenstemning, 1904. Portræt af billedhuggeren Niels Hansen Jacobsen
- Oda Krohg, Portræt af den svenske maler Ivar Arsenius, 1905
- Asta Nørregaard, Edvard Munch, 1885
- Hanna Pauli, Kunstneren Venny Soldan-Brofeldt, 1886 eller 1887. 
Foto:  Hossein Sehatlou, Gøteborgs Kunstmuseum

### Portrætter af almindelig folk
- Eva Bonnier, Brita Maria (Mussa) Banck 1830–1906 Husforstanderinde, 1890
- Amélie Lundahl, 1886
- Asta Nørregaard, Bondekone fra Normandiet, 1889.
- Anna Petersen, Bretagne-pige ordner planter i et drivhus, 1884

### Familiesituationer
- Elin Danielson-Gambogi, Moder, 1893
- Oda Krohg, En abonnent på Aftenposten, 1887.

### Landskaber
- Anna Boberg, Fiskeflåden sejler ud. Studie fra Nord-Norge
- Fanny Churberg, Vinterlandskab, 1878
- Suzette Holten, Åens udløb, 1888
- Kitty Kielland, Tørvemos på Jæren, 1882
- Bertha Wegmann, Parti fra en havn i Paris, 1886

## Udstillede kunstnere
| - Ix.Shells (1990-) - Anna Ancher (1859-1935) - Julia Beck (1853-1935) - Anna Boberg (1864-1935) - Eva Bonnier (1857-1909) - Anne Marie Carl Nielsen (1863-1945) - Mina Carlson Bredberg (1857-1943) - Anna Cassel (1860-1937) - Fanny Churberg (1845-1892) | - Elin Danielson Gambogi (1861-1919) - Henriette Hahn Brinckmann (1862-1934) - Marie Henriques (1866-1944) - Hanna Hirsch Pauli (1864-1940) - Suzette Holten (1863-1937) - Elisabeth Jerichau Baumann (1819-1881) - Kitty Kielland (1843-1914) - Oda Krohg (1860-1935) | - Amélie Lundahl (1850-1914) - Emilie Mundt (1842-1922) - Asta Nørregaard (1853-1933) - Anna Petersen (1845-1910) - Helene Schjerfbeck (1862-1942) - Amanda Sidwall (1844-1892) - Ellen Thesleff (1869-1954) - Bertha Wegmann (1846-1926) |